# 질 플린트
질 플린트(Jill Flint, 1977년 11월 25일 ~ )는 미국의 배우이다.

## 출연 작품
- 라스트 미션 (2018)
- 어메이징 스파이더맨 (2012)
- 페이크 (2010)
- How I Got Lost (2009)
- 할리우드 폭로전 (2008)
- 캐딜락 레코드 (2008)
- 내 친구의 사생활 (2008)
- 온 브로드웨이 (2007)
- 가든 스테이트 (2004)

### 텔레비전
- 컨빅션(영어판) (2006)
- 가십걸 (2007-09)
- 간호사 재키 (2009)
- 로열 페인스 (2009-12, 16)
- 굿 와이프 (2009–14)
- CSI: 마이애미 (2012)
- 엘리멘트리 (2013)
- 나이트 시프트 (2014-17)